# Ciclismo en los Juegos Olímpicos de París 2024 – Keirin masculino
La prueba de ciclismo en pista de Keirin masculino en los Juegos Olímpicos de París se llevó a cabo en París, Francia desde el 10 al 11 de agosto de 2024 en el Velódromo de Saint-Quentin-en-Yvelines de la ciudad de París.

## Formato de competición
Esta disciplina consta de dos fases: una primera fase de clasificación y una segunda fase de finales. La prueba de Keirin en el ciclismo de pista es una carrera que consta de 6,5 vueltas detrás de un lanzador en ciclomotor dentro del velódromo que va aumentando gradualmente su velocidad hasta alcanzar los 50 km/h en las últimas vueltas, momento en el que el lanzador abandona la pista y se produce un sprint de 2,5 vueltas para los ciclistas y competir por la victoria. El ganador es el primero en cruzar la línea de meta.
En competiciones como los Juegos Olímpicos, se realizan rondas de repechajes, semifinales y finales, donde los mejores ciclistas avanzan a la siguiente etapa.

## Horario
Todos los horarios están en UTC tiempo de Francia (+1 GMT)
| Fecha                        | Tiempo | Evento           |
| ---------------------------- | ------ | ---------------- |
| Sábado 10 de agosto de 2024  | 10:19  | Primera ronda    |
| Sábado 10 de agosto de 2024  | 12:21  | Repechajes       |
| Domingo 11 de agosto de 2024 | 04:29  | Cuartos de final |
| Domingo 11 de agosto de 2024 | 05:29  | Semifinales      |
| Domingo 11 de agosto de 2024 | 06:23  | Finales          |

## Resultados

### Clasificación
- Las clasificaciones finalizaron de la siguiente forma:[4]

| Clasificación | Clasificación | Clasificación     | Clasificación       | Clasificación | Clasificación     |
| Serie         | Posición      | País              | Ciclistas           | Tiempo        | Vel. media (km/h) |
| ------------- | ------------- | ----------------- | ------------------- | ------------- | ----------------- |
| 1             | 1             | Australia         | Matthew Glaetzer    | 9.876"        | 72.904 Q          |
| 1             | 2             | Países Bajos      | Jeffrey Hoogland    | +0.011        | Q                 |
| 1             | 3             | Japón             | Kaiya Ota           | +0.031        |                   |
| 1             | 4             | Surinam           | Jair Tjon En Fa     | +0.263        |                   |
| 1             | 5             | Francia           | Rayan Helal         | +0.942        |                   |
| 2             | 1             | Países Bajos      | Harrie Lavreysen    | 9.568"        | 75.251 Q          |
| 2             | 2             | Reino Unido       | Jack Carlin         | +0.361        | Q                 |
| 2             | 3             | Francia           | Sébastien Vigier    | +0.535        |                   |
| 2             | 4             | China             | Zhou Yu             | +0.819        |                   |
| 2             | 5             | Kazajistán        | Andrey Chugay       | +1.166        |                   |
| 2             | 6             | Alemania          | Maximilian Dörnbach | +1.191        |                   |
| 3             | 1             | Australia         | Matthew Richardson  | 9.742"        | 73.907 Q          |
| 3             | 2             | Japón             | Shinji Nakano       | +0.119        | Q                 |
| 3             | 3             | China             | Liu Qi              | +0.157        |                   |
| 3             | 4             | Reino Unido       | Hamish Turnbull     | +0.353        |                   |
| 3             | 5             | Canadá            | James Hedgcock      | +0.400        |                   |
| 3             | 6             | Sudáfrica         | Jean Spies          | +1.506        |                   |
| 4             | 1             | Israel            | Mijaíl Yákovlev     | 9.900"        | 72.727 Q          |
| 4             | 2             | Colombia          | Kevin Quintero      | +0.330        | Q                 |
| 4             | 3             | Trinidad y Tobago | Kwesi Browne        | +0.427        |                   |
| 4             | 4             | Tailandia         | Jai Angsuthasawit   | +0.510        |                   |
| 4             | 5             | Canadá            | Nick Wammes         | +0.618        |                   |
| 4             | 6             | Alemania          | Luca Spiegel        | +0.767        |                   |
| 5             | 1             | Trinidad y Tobago | Nicholas Paul       | 10.109"       | 71.224 Q          |
| 5             | 2             | Polonia           | Mateusz Rudyk       | +0.023        | Q                 |
| 5             | 3             | Colombia          | Cristian Ortega     | +0.449        |                   |
| 5             | 4             | Nueva Zelanda     | Samuel Dakin        | +0.510        |                   |
| 5             | 5             | Lituania          | Vasilijus Lendel    | +3.197        |                   |
| 5             | 6             | Malasia           | Muhammad Sahrom     | Relegado      |                   |

Q: Se clasificaron a la siguiente ronda.

### Cuartos de final
- Las clasificaciones de cuartos de final finalizaron de la siguiente forma:[5]

| Clasificación | Clasificación | Clasificación     | Clasificación      | Clasificación | Clasificación     |
| Serie         | Posición      | País              | Ciclistas          | Tiempo        | Vel. media (km/h) |
| ------------- | ------------- | ----------------- | ------------------ | ------------- | ----------------- |
| 1             | 1             | Reino Unido       | Jack Carlin        | 10.090"       | 71.358 Q          |
| 1             | 2             | Australia         | Matthew Glaetzer   | +0.006        | Q                 |
| 1             | 3             | Malasia           | Muhammad Sahrom    | +0.051        | Q                 |
| 1             | 4             | Japón             | Kaiya Ota          | +0.059        | Q                 |
| 1             | 5             | Israel            | Mikhail Yakovlev   | +0.215        |                   |
| 1             | 6             | Canadá            | James Hedgcock     | +0.310        |                   |
| 2             | 1             | Países Bajos      | Harrie Lavreysen   | 9.496"        | 75.821 Q          |
| 2             | 2             | Reino Unido       | Hamish Turnbull    | +0.089        | Q                 |
| 2             | 3             | Colombia          | Cristian Ortega    | +0.138        | Q                 |
| 2             | 4             | Japón             | Shinji Nakano      | +0.261        | Q                 |
| 2             | 5             | Trinidad y Tobago | Nicholas Paul      | +0.582        |                   |
| 2             | 6             | Canadá            | Nick Wammes        | +1.035        |                   |
| 3             | 1             | Australia         | Matthew Richardson | 9.642"        | 74.673 Q          |
| 3             | 2             | Nueva Zelanda     | Samuel Dakin       | +0.346        | Q                 |
| 3             | 3             | Polonia           | Mateusz Rudyk      | +0.444        | Q                 |
| 3             | 4             | Alemania          | Luca Spiegel       | +0.491        |                   |
| 3             | 5             | Países Bajos      | Jeffrey Hoogland   | +0.514        |                   |
| 3             | 6             | Colombia          | Kevin Quintero     | +0.554        |                   |

### Semifinales
- Las clasificaciones de semifinales finalizaron de la siguiente forma:[6]

| Clasificación | Clasificación | Clasificación | Clasificación      | Clasificación | Clasificación     |
| Serie         | Posición      | País          | Ciclistas          | Tiempo        | Vel. media (km/h) |
| ------------- | ------------- | ------------- | ------------------ | ------------- | ----------------- |
| 1             | 1             | Reino Unido   | Jack Carlin        | 9.543"        | 75.448 Q          |
| 1             | 2             | Australia     | Matthew Glaetzer   | +0.345        | Q                 |
| 1             | 3             | Japón         | Shinji Nakano      | +0.364        | Q                 |
| 1             | 4             | Colombia      | Cristian Ortega    | +0.470        |                   |
| 1             | 5             | Nueva Zelanda | Samuel Dakin       | +0.644        |                   |
| 1             | 6             | Polonia       | Mateusz Rudyk      | +2.528        |                   |
| 2             | 1             | Australia     | Matthew Richardson | 9.452"        | 76.174 Q          |
| 2             | 2             | Países Bajos  | Harrie Lavreysen   | +0.234        | Q                 |
| 2             | 3             | Malasia       | Muhammad Sahrom    | +0.437        | Q                 |
| 2             | 4             | Reino Unido   | Hamish Turnbull    | DNF           |                   |
| 2             | 4             | Alemania      | Luca Spiegel       | DNF           |                   |
| 2             |               | Japón         | Kaiya Ota          | DSQ           |                   |

### Finales
- Los resultados finalizaron de la siguiente forma:[7]

| Posición | País          | Ciclistas          | Tiempo     | Vel. media (km/h) |
| -------- | ------------- | ------------------ | ---------- | ----------------- |
|          | Países Bajos  | Harrie Lavreysen   | 9.397"     | 76.620            |
|          | Australia     | Matthew Richardson | +0.056     |                   |
|          | Australia     | Matthew Glaetzer   | +0.881     |                   |
| 4.º      | Reino Unido   | Jack Carlin        | No terminó |                   |
| 4.º      | Japón         | Shinji Nakano      | No terminó |                   |
| 6.º      | Malasia       | Muhammad Sahrom    | Relegado   |                   |
| 7.º      | Colombia      | Cristian Ortega    | 9.964"     | 72.260            |
| 8.º      | Nueva Zelanda | Samuel Dakin       | +0.015     |                   |
| 9.º      | Alemania      | Luca Spiegel       | +0.147     |                   |
| 10.º     | Polonia       | Mateusz Rudyk      | +0.248     |                   |